# Monastério de Sant'Orsola

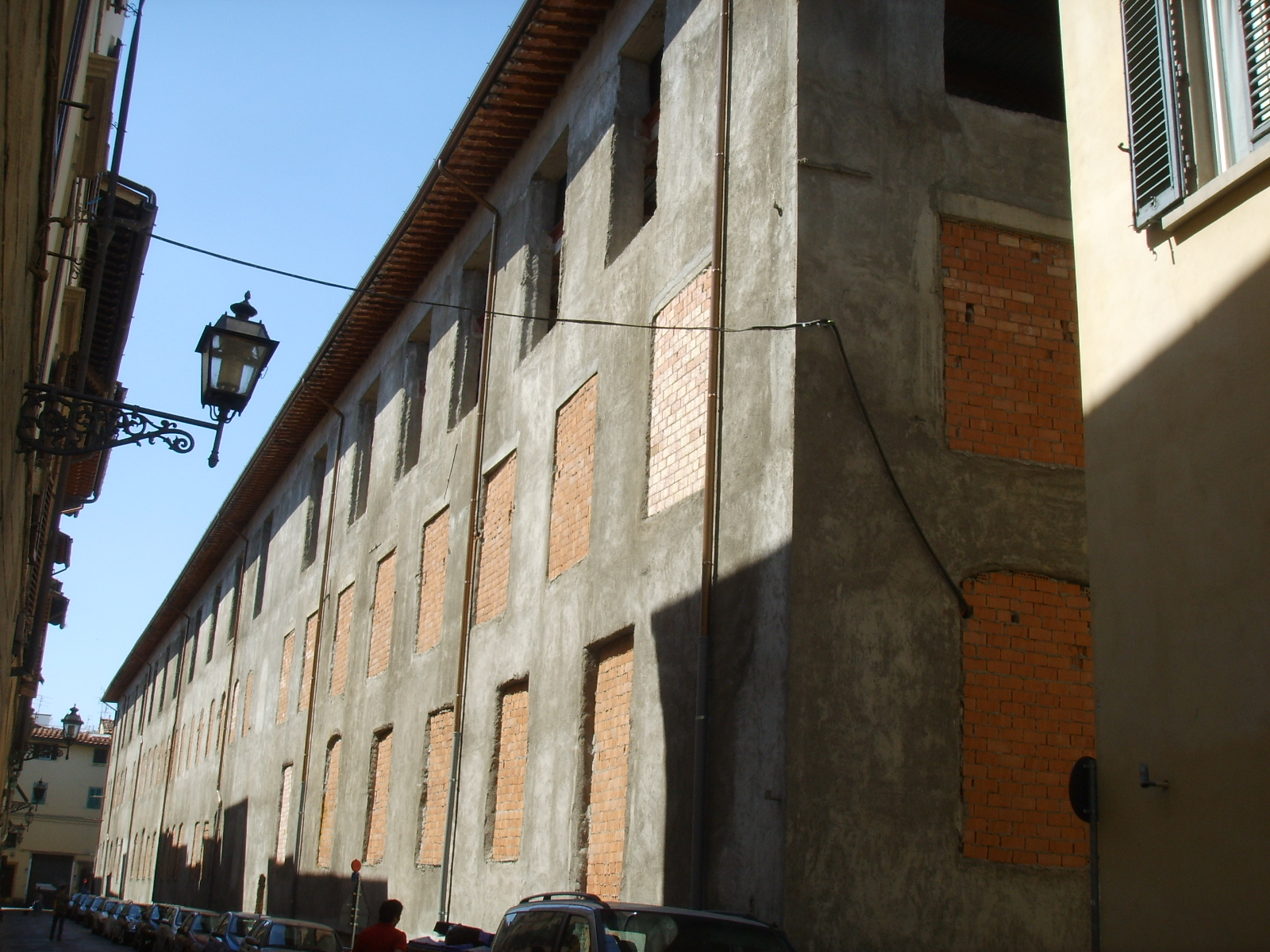
A fachada do monastério abandonado

Monastério de Santa Úrsula (em italiano: Monastero di Sant'Orsola) é um ex-convento localizado na cidade de Florença, na Itália.
Foi fundado em 1307, como um pequeno convento feminino em anexo à Basílica de São Lourenço e estabeleceu-se lá a partir de 1327 como abrigo para monjas beneditinas e depois de franciscanos. No início do século XIX ele foi desalojado e tornou-se uma fábrica de tabaco, após reformas feitas pelo arquiteto Bartolomeo Silvestri. Anos depois, serviu como anexo da Universidade de Florença e como quartel.
Desde então, o imóvel foi fechado e encontrou-se em ruínas e total abandono Em seu interior, estariam sepultados os restos de Lisa Gherardini, a Mona Lisa
Em fevereiro de 2010, foi remodelado e reinaugurado graças ao interesse do governo da província de Florença.